# 日産・サクラ

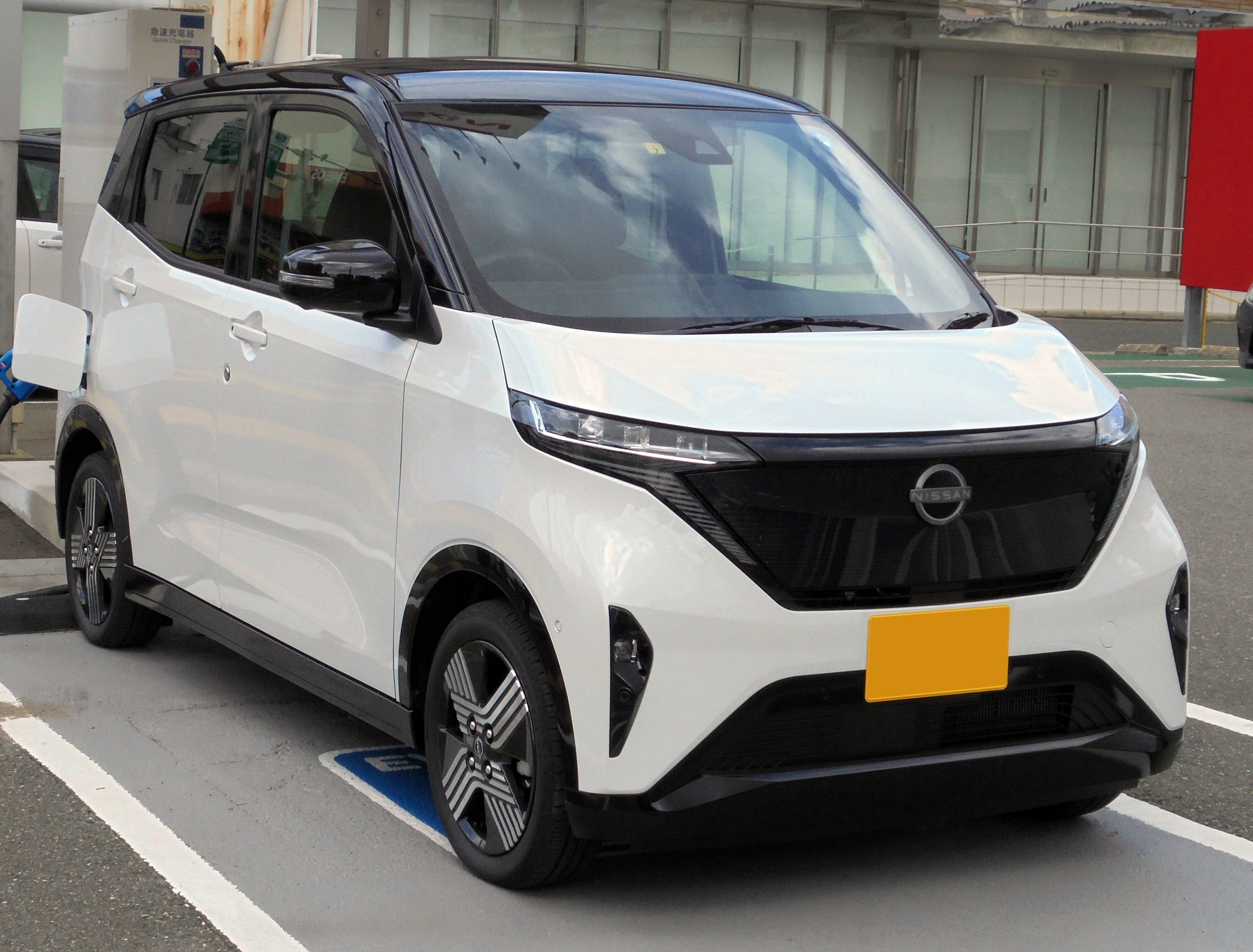
サクラ（KE0型）

サクラ（SAKURA）は、日産自動車が2022年から販売している軽トールワゴン型の二次電池式電気自動車（BEV）である。日本において一般販売された軽自動車規格の電気自動車は、三菱のアイ・ミーブ（i-MiEV）、三菱のミニキャブ・ミーブ（ミニキャブMiEV）に続く、３車種目になる。三菱のeKクロスEVは、サクラの兄弟車にあたる。

## 概説
2019年10月23日に開幕した第46回 東京モーターショー2019にて発表された、軽EVのコンセプト「IMkコンセプト」をベースとした市販車で、三菱自動車工業・NMKV（日産と三菱の共同会社）との共同で開発された。
2021年に量産化が明らかになり、2022年5月12日に行われた2021年度の決算説明会内で、5月20日に発表することが発表された。発表と同日の5月20日に三菱とのラインオフ式が行われ、正式名称が「SAKURA」であることが明らかとなった。三菱自動車では同日にeKクロスベースのEVとして「eKクロスEV」が発表された。
発表に先立って、同社副社長の星野朝子は「『日産サクラ』は、日産・リーフ、日産・アリアに続く、量販3モデル目となる電気自動車です。軽自動車市場に初投入するこの電気自動車は、日本の自動車市場の常識を変えるゲームチェンジャーとなり、電気自動車の普及促進に弾みをつける存在になると確信しています」と述べた。
| IMkコンセプト |  | IMkコンセプト |
| IMkコンセプト |  |               |

## 初代 B6AW(KE0)型（2022年 - ）

### パワートレイン
パワートレインとして、最大で195 N・mのトルクを発揮するMM48型モーター、および20 kWhのリチウムイオンバッテリーを搭載する。アクセルペダルの操作のみで加減速を可能にする「e-Pedal」はクリープ機能を備えた「e-Pedal Step」として搭載。減速の際にはブレーキペダルを踏んだ場合と同等の減速感を発揮し、一定以上の減速度が発生する場合はブレーキランプも点灯する（ガソリンエンジンのAT車の場合と同じくアクセルオフの減速後にクリープ機能が作動するため、停車する場合にはブレーキペダルを踏む必要がある）。

### プラットフォーム
デイズ同様、CMF-Aを採用するが、バッテリを搭載するにあたってフロア形状が大きく変更されている。

### 運転支援機能
全方位運転支援システム「360°セーフティアシスト」が採用されており、前方には搭載されたミリ波レーダーとカメラにより、自転車運転者や夜間の歩行者も検知し、衝突する可能性が高い場合には表示とブザーで回避操作を促し、安全に減速できなかった場合にはブレーキも作動する「インテリジェント エマージェンシーブレーキ」、2台前を走行する車両の車間や相対速度をモニタリングし、減速が必要と判断されたときにはディスプレイ表示とブザーで注意を促すことでブレーキの踏み遅れによる玉突き事故回避を支援する「インテリジェント FCW（前方衝突予測警報）」、車速60 km/h以上の高速走行中にハンドル操作からドライバーの注意力低下が判断したときにはブザーとディスプレイ表示で休憩を促す「インテリジェント DA（ふらつき警報）」、進入禁止・最高速度・一時停止の3つの標識を検知してディスプレイに警告表示し、進入禁止標識を通過した場合にはブザーを鳴らすことで注意を促す標識認識機能を装備。側方には「インテリジェント LI（車線逸脱防止支援システム）+LDW（車線逸脱警報）」でブザーを鳴らすとともにブレーキ制御により車両を元の車線内に戻すような力を短時間発生させることで車線内に戻すステアリング操作を支援する。駐車時にはブレーキペダルと間違えてアクセルペダルを踏みこんだ場合にモーター出力やブレーキを制御して壁などの障害物（前進時には車両と歩行者を含む）との衝突回避を支援する「踏み間違い衝突防止アシスト」を装備。また、「アダプティブLEDヘッドライトシステム」や「インテリジェント アラウンドビューモニター（移動物 検知機能付）」も採用されている（グレードにより標準装備またはメーカーオプション設定）。
高速道路単一車線運転支援機能「プロパイロット」を採用しており、アクセル・ブレーキ・ステアリング操作を補助することで車間距離と車線中央を保つ。また、緊急時にはSOSコールとも連動しており、「プロパイロット」作動中に予期せぬ事象が発生し、ハンドル操作が一定時間検知されず、かつ、メーター表示や音による警告にもドライバーの反応がない時にハザードを点灯させて徐々に減速して停車。さらに、NissanConnect サービスに加入している場合は停車後に緊急通報センターへ音声接続され、必要に応じて警察や救急への出動要請も行う「プロパイロット緊急停止支援システム（SOSコール機能付）」も備わる（本機能を利用するにはNissanConnect サービスへの契約に加え、EV専用NissanConnect ナビゲーションシステムの装着も必要なため、一部グレードに設定のメーカーオプションはナビゲーションシステム・車載通信ユニット(TCU)・SOSコールは他の装備と合わせたセットオプションとなる）。また、軽自動車で初となる「プロパイロット パーキング」も採用（メーカーオプション設定）。ステアリング・アクセル・ブレーキ・シフトを制御して縦列・前進・後退での駐車を補助し、駐車が完了すると自動で電動パーキングブレーキが作動し、「P」レンジへシフトチェンジされる。

### 内外装
内外装においてはベースとなっているデイズと主骨格は共通だが、相違点は多岐にわたる。
外観はフロントウインドウ、ドアミラー、ドアハンドルを除いた外板のすべてが新造となるほか、フロントフェイスには目立ったグリルを無くしシールドが採用され、ヘッドランプは軽自動車で初となるプロジェクター式の薄型3眼LEDを採用。リアのLEDリアコンビネーションランプは軽自動車初採用となるロングバータイプで、真下中央にはアリアや3代目ノート/ノート オーラと同じ「N I S S A N」のバラ文字が配置される。それに伴い、リヤゲートとリヤバンパーの形状もデイズとは大きく異なる。15インチアルミホイールも「水引」をモチーフにした専用デザインが与えられる。
内装はステアリングを抗菌仕様とし、デイズとは異なるデザインのエアコンパネル、シフトレバー、（メーターの役割を果たす）7インチカラーのアドバンスドドライブアシストディスプレイと9インチディスプレイ（ナビゲーション又はディーラーオプションのディスプレイオーディオ）を水平方向にレイアウトされた統合型インターフェイスディスプレイを採用。バッテリーをユニバーサルスタック構造としたことで十分な室内空間や荷室容量が確保され、ボックス類・カップホルダー・ボトルホルダー付きドアポケットなどの豊富な収納スペースやラゲッジアンダーボックスも備わる。

### グレードとボディカラー
2022年発売当初のグレード体系は標準仕様「X」、上級仕様「G」、ビジネス向けの廉価仕様「S」の3グレードを設定。「G」は「X」ではメーカーセットオプション設定となるアダプティブLEDヘッドライトシステム、インテリジェント アラウンドビューモニター、6スピーカー、EV専用NissanConnectナビゲーションシステム、NissanConnect専用車載通信ユニット、ETC2.0ユニット、プロパイロット、プロパイロット緊急停止支援システム、SOSコール、SRSニーエアバッグ（運転席）、ロードリミッター付プリテンショナーシートベルト（後席）、ステアリングヒーター、運転席シートヒーターが標準装備となり、外装にクリアブラックシールドを追加。「プレミアムインテリアパッケージ」の設定も可能となる。一方、「S」は「X」からファブリック調インストパネル、アームレスト（前席ドア・フロントセンター）、助手席シートバックポケット、後席シート肩口スライドレバーが省かれ、断熱グリーンガラス（フロントドア）をUVカットに、14インチホイールをフルホイールカバー付きのスチールにそれぞれグレードダウンしている。
ボディカラーは2022年の発売当初、モノトーンはブラックパール、スターリングシルバーメタリック、スパークリングレッドパールメタリック、アッシュブラウンメタリック（特別塗装色）、ソルベブルーメタリック（特別塗装色）、ホワイトパール3コートパール（特別塗装色）の6色、2トーン（特別塗装色）はソルベブルーメタリックとホワイトパール3コートパールはルーフカラーでブラックパールまたはチタニウムグレーメタリックの選択が可能なほか、スパークリングレッドパールはブラックパールのルーフカラーを設定。さらに、2トーン専用色として、リーフやアリアにも設定されている暁-アカツキ-サンライズカッパーメタリック/ブラックパールをはじめ、ブラックパールのルーフカラーと組み合わせたブロッサムピンクチタンメタリック、チタニウムグレーメタリック、フローズンバニラパールメタリックの全9種（うち5種は「G」専用）を設定。2024年5月の一部仕様変更では「X」・「G」専用色のブロッサムピンクチタンメタリック/ブラックパールを廃止する替わりにシルキーライラックパールメタリック/チタニウムグレーメタリックが「G」専用色として設定され、スパークリングレッドパール/ブラックパールは「X」での設定も可能となった。

### 車両型式
車両型式は三菱流の"B6AW"であるが、日産の社内型式として"KE0"が与えられている。

### 年表
2022年（令和4年）
- 5月20日 - 日産自動車の内田誠、三菱自動車工業の加藤隆雄両CEO立会いの下、12時に製造元の三菱水島製作所でオフライン式を実施、14時に公式発表、20時にメタバース上で発表イベントとなるお披露目会が行われた。
  - キャッチフレーズは「電気自動車になった日産の軽」で、CMキャラクターは松たか子、CMソングはマカロニえんぴつ「たましいの居場所」。

- 6月13日 - この日までに11,429台の受注があったことを発表。また、公式発表時点では夏予定としていた販売開始日が6月16日となることも発表された。
- 12月22日 - 一時停止していた注文受付を再開するとともに、世界的な原材料費や物流費などの高騰の影響により価格改定が行われ、グレードにより10.01万円～16.06万円（10%の消費税を含む）値上げされた。

2023年（令和5年）
- 5月31日 - ekクロス EVとの合算で、生産累計台数が5万台に達した事を発表した。
- 7月25日 - 受注累計が5万台を突破したことを発表。
- 9月25日 - 日本のフォークデュオ、ゆずとのコラボレーションにより、「ゆずサクラ」を発表。本車両はゆずに対して日産自動車がメインスポンサーとして就いたことにより実現した。1台だけ制作されたコラボ車両の展示は9月29日から11月30日まで行われた。
- 12月14日 - 90周年記念車「90th Anniversary」が発表された（12月19日発売）。「X」をベースに、カッパーのルーフサイドステッカーが装着され、ドアミラーをカッパーストライプが施されたブラックに、14インチアルミホイールをブラックにそれぞれ変更。シートは「テーラーフィット」に「90th Anniversary」タグが施された専用シートが採用された。ボディカラーは2トーン（特別塗装色）において、ソルベブルーメタリック/チタニウムグレーメタリックが未設定となる代わりに、通常は「G」専用色のスパークリングレッドパールメタリック/ブラックパールが特別設定される。

2024年（令和6年）
- 4月11日 - 2023年度（2023年4月-2024年3月累計）の国内販売台数が34,083台となり、前年度に引き続き、2年連続で電気自動車販売台数No.1を獲得したと発表された。ちなみに、30%以上のユーザーが上級仕様「G」を選択しており、ボディカラーはホワイトパールが最も人気。
- 5月30日 - 一部仕様変更を発表（6月4日発売）。前述したボディカラーの一部入れ替えに加えて、「S」と「X」はバックビューモニターとディスプレイ付自動防眩ルームミラーを新たに標準装備、「G」はヒーター付シートを助手席にも拡大。EV専用NissanConnectナビゲーションシステムにはAmazon Alexaが搭載された。また、リア右下に装着されていた「Zero Emission」ロゴのデカールが無くなり、左下の「SAKURA」ロゴエンブレムの下にクリッパーEVと同じ「100%ev」のロゴデカール追加された。なお、「X 90th Anniversary」もベース車に準じた一部仕様変更を受けて継続販売され、前述した新色のシルキーライラックパールメタリック/チタニウムグレーメタリック 2トーン（特別塗装色）の設定も可能となる。
- 12月18日 - 特別仕様車「ビームスエディション」が発売された。「X」をベースに、裏返したデニムを再現したシート全カバーをはじめ、ドアミラーカバー、フロントグリル・アルミホイール（ディーラーオプションの14インチアルミホイール(シルバーディッシュ専用キャップタイプ+ホイールキャップ<キャップ:ブラック>を装着）・エントランス・インパネのアクセント、ロゴエンブレム（ボディサイド・バックドア）、ボディサイドデカール、フロアカーペットで構成された「BEAMSパッケージ」が特別装備される。本仕様車は台数限定発売のため、購入時に専用のWebサイトから事前申し込みが必要となる。

#### 受賞歴
2022年（令和4年）
- 10月7日 - クロスオーバーEVのアリアとともに2022年度グッドデザイン賞を受賞するとともに、審査委員セレクション「私の選んだ一品」にも選出されたことが発表された。
- 11月8日 - 姉妹車の三菱・eKクロスEVと共に2022～2023日本自動車殿堂 カーオブザイヤーを受賞したことが発表された。
- 11月9日 - 姉妹車の三菱・eKクロスEVと共に「2023年次RJCカーオブザイヤー」を受賞し、あわせて、本車種に搭載されている「軽EVの電動化技術」が「RJCテクノロジーオブザイヤー」を受賞。一つの車種で同じカーオブザイヤーの部門賞を2つ同時に受賞するのは異例で、日本のカーオブザイヤーでは前日の日本自動車殿堂に続き2冠達成となった。
- 12月8日 - 姉妹車の三菱・eKクロスEVと共に「2022-2023日本カー・オブ・ザ・イヤー」を受賞し、部門賞の「K CAR オブ・ザ・イヤー」も受賞。日産車としては2021年次のノート/ノート オーラに次いで2年連続の受賞となるほか、電気自動車の受賞は2011年のリーフ以来11年ぶり、また軽自動車全体での受賞や他のメーカーと姉妹関係を持つ車種での同時受賞も共に今回が初めてとなり、2021年次のノート オーラに続いて2年連続となる日本のカー・オブ・ザ・イヤーでの三冠達成となった。

2023年（令和5年）
- 1月24日 - 自動車アセスメント（JNCAP）で「衝突安全性能」と「予防安全性能」等を統合して評価する総合評価、「自動車安全性能2022」において最高評価「ファイブスター賞」を姉妹車の三菱・eKクロスEVとともに獲得した。「ファイブスター賞」獲得は、2020年度に軽自動車として初めて同賞を受賞したデイズ、2021年度に受賞したルークスに続き、軽自動車として3車種目となる。
- 2月1日 - 「2022年日経優秀製品・サービス賞 最優秀賞」を受賞した。この賞を日産の電気自動車が受賞するのは、2010年のリーフ以来2回目となる。

2024年（令和6年）
- 3月28日 - 本車両に採用されている「軽自動車用電動パワートレインシステム」が「第56回市村産業賞 功績賞」を受賞した。受賞者は辻俊孝、新井健嗣、井上恵次の3名である。
- 10月23日 - J.D. パワー 2024年日本自動車商品魅力度調査で、軽トールワゴンのセグメントで第1位を受賞した。

## 車名の由来
日本を象徴する花である「桜」に由来しており、「日本の電気自動車の時代を彩り、中心となるクルマになってほしい」との願いが込められている。車名は社員からの公募で決定した。
桜にちなんだ日産車のネーミングとしては、過去にチェリー、S110型シルビアのメキシコ名「ダットサン・サクラ」 (英語: "Datsun Sakura")、K12型マーチ等のピンク系カラー名（ナデシコピンクパールメタリック、#NAR）などが存在する。尚、前述したようにサクラのボディカラーにも桜をイメージした「ブロッサムピンクチタンメタリック」（ブラックパールと組み合わせた2トーン専用、#XAB）の設定がある。